# مورغان أمالفيتانو
مورغان أمالفيتانو (بالفرنسية: Morgan Amalfitano)‏ (مواليد 20 مارس 1985 في نيس - فرنسا) لاعب كرة قدم فرنسي يلعب حاليا لصالح نادي الدرجة الأولى مرسيليا الفرنسي منذ 2011 في مركز الوسط المحوري .

## روابط خارجية
- مورغان أمالفيتانو على موقع الاتحاد الدولي (مؤرشف)  (الإنجليزية)
- مورغان أمالفيتانو على موقع رابطة كرة القدم الفرنسية للمحترفين (الإنجليزية)
- مورغان أمالفيتانو على موقع قاعدة بيانات كرة القدم.إي يو (الإنجليزية)
- مورغان أمالفيتانو على موقع ناشيونال فوتبول تيمز (الإنجليزية)
- مورغان أمالفيتانو على موقع Soccerbase.com (لاعب) (الإنجليزية)
- مورغان أمالفيتانو على موقع Soccerway.com (الإنجليزية)
- مورغان أمالفيتانو على موقع عالم كرة القدم.نت (الإنجليزية)
- مورغان أمالفيتانو على موقع كووورة
- مورغان أمالفيتانو على موقع AS.com (الإسبانية)